# BV De Graafschap in het seizoen 1955/56
Het seizoen 1955/1956 was het tweede jaar in het bestaan van de  betaaldvoetbalclub De Graafschap uit de Nederlandse stad Doetinchem. De club kwam uit in de Hoofdklasse B en eindigde daarin op de 13e plaats, dit betekende dat de club in het nieuwe seizoen uitkwam in de Eerste divisie.

## Wedstrijdstatistieken

### Hoofdklasse B
|       | Alkmaar '54 | BVV   | D.F.C. | EDO   | Elinkwijk | Emma  | Sportclub Enschede | Feijenoord | GVAV  | MVV   | PSV   | Rapid JC | SHS   | Sittardia | SVV   | De Volewijckers | Willem II |
| ----- | ----------- | ----- | ------ | ----- | --------- | ----- | ------------------ | ---------- | ----- | ----- | ----- | -------- | ----- | --------- | ----- | --------------- | --------- |
| Thuis | 0 – 1       | 1 – 3 | 0 – 2  | 3 – 1 | 2 – 0     | 1 – 0 | 0 – 2              | 3 – 5      | 0 – 0 | 1 – 3 | 2 – 1 | 1 – 1    | 3 – 0 | 3 – 3     | 1 – 1 | 3 – 2           | 2 – 2     |
| Uit   | 2 – 1       | 4 – 2 | 3 – 1  | 1 – 2 | 1 – 1     | 1 – 1 | 4 – 0              | 6 – 1      | 3 – 0 | 3 – 1 | 3 – 0 | 6 – 1    | 1 – 3 | 2 – 2     | 1 – 1 | 3 – 3           | 1 – 1     |

## Statistieken De Graafschap 1955/1956

### Eindstand De Graafschap in de Nederlandse Hoofdklasse B 1955 / 1956
| Stand | Gespeeld | Gewonnen | Gelijk | Verloren | Punten | Doelpunten voor | Doelpunten tegen |
| ----- | -------- | -------- | ------ | -------- | ------ | --------------- | ---------------- |
| 13e   | 34       | 8        | 11     | 15       | 27     | 46              | 72               |

### Topscorers
| Competitie \| # \| Naam \| \| \| -------------- \| -------------------------- \| -- \| \| 1. \| Gerard Selderhuis \| 15 \| \| 2. \| Pauke Meijers \| 7 \| \| 3. \| Gerrit Kluin \| 6 \| \| 4. \| Epi Jansen \| 5 \| \| 5. \| Anton Beumer \| 3 \| \| 5. \| Jan Bovenius \| 3 \| \| 5. \| Dick Faber \| 3 \| \| 8. \| Gerrit Bosveld \| 2 \| \| 8. \| Henk Welgraven \| 2 \| \| Eigen doelpunt \| \| \| \| – \| Herman van den Engel (SHS) \| 1 \| \| Totaal \| Totaal \| 46 \| |                            |      |
| # | Naam                       | Goal |
| 1. | Gerard Selderhuis          | 15   |
| 2. | Pauke Meijers              | 7    |
| 3. | Gerrit Kluin               | 6    |
| 4. | Epi Jansen                 | 5    |
| 5. | Anton Beumer               | 3    |
| 5. | Jan Bovenius               | 3    |
| 5. | Dick Faber                 | 3    |
| 8. | Gerrit Bosveld             | 2    |
| 8. | Henk Welgraven             | 2    |
| Eigen doelpunt |                            |      |
| – | Herman van den Engel (SHS) | 1    |
| Totaal | Totaal                     | 46   |